# Фрелингуйсен, Теодор
Теодор Фрелингуйсен (англ. Theodore Frelinghuysen; 28 марта 1787 — 12 апреля 1862) — американский политик, представлявший Нью-Джерси в Сенате США. Он был кандидатом на пост вице-президента от партии вигов на выборах 1844 года, баллотируясь вместе с Генри Клеем.

## Биография
Фрелингуйсен родился в округе Сомерсет в штате Нью-Джерси и после окончания Колледжа Нью-Джерси основал юридическую практику в Ньюарке. Он был сыном сенатора Фредерика Фрелингуйсена и приёмным отцом будущего государственного секретаря Фредерика Теодора Фрелингуйсена. Фрелингуйсен занимал пост генерального прокурора Нью-Джерси с 1817 по 1829 год и сенатора США с 1829 по 1835 год. В Сенате он решительно выступал против политики президента Эндрю Джексона по переселению индейцев. После ухода из Сената Фрелингуйсен занимал пост мэра Ньюарка с 1837 по 1838 год.
Фрелингуйсен был выбран кандидатом на пост вице-президента вместе с Клеем на Национальном съезде вигов 1844 года. На выборах 1844 года они потерпели поражение от демократов Джеймса Полка и Джорджа Далласа с небольшим перевесом. Позже Фрелингуйсен был президентом Нью-Йоркского университета с 1839 по 1850 год и президентом Ратгерского колледжа с 1850 по 1862 год. После основания в 1848 году город Фрелингуйсен в штате Нью-Джерси был назван в его честь. Фрелингуйсен публично поддерживал идею колонизации (создания отдельного государства для чернокожих в Африке) или депортации свободных цветных людей из Соединенных Штатов, он описывал чернокожих как «распущенных, невежественных и раздражительных» и не подходящих для полноправного гражданства в США. Он умер в Нью-Брансуике 12 апреля 1862 года и был похоронен там на кладбище Первой реформаторской церкви.